# Nuevo San Andrés 2
Nuevo San Andrés 2 es un barrio perteneciente al distrito Carretera de Cádiz de la ciudad andaluza de Málaga, España. Según la delimitación oficial del ayuntamiento, limita al norte con el barrio de El Duende; al este, con el barrio de Barceló; al sur, con los barrios de La Luz y Guadaljaire; y al oeste, con el barrio de El Higueral. la mayoría de procedencia de vivienda en esta barriada
vienen de la barriada parque mediterraneo (Málaga)

## Transporte
En autobús queda conectado mediante las siguientes líneas de la EMT:1, 27. Más líneas se pueden coger en Carretera de Cádiz. 
La estación: Victoria Kent del Cercanías de Málaga está a 5 minutos de la barriada. Esta estación da servicio al barrio de San Andrés 1, San Andrés 2, Dos hermanas, El Duende y El Copo, con trenes dirección Fuengirola y Alora. 
| Línea | Trayecto                                        | Recorrido | Frecuencia    |
| ----- | ----------------------------------------------- | --------- | ------------- |
| 1     | Parque del Sur - Avda. Europa (San Andrés)      | Recorrido | 8-9 minutos   |
| 27    | Avenida M. A. Heredia - Polígono I. Guadalhorce | Recorrido | 70-80 minutos |